# Paul Crutzen
Paul Josef Crutzen (ur. 3 grudnia 1933 w Amsterdamie, zm. 28 stycznia 2021 w Moguncji) – holenderski chemik atmosfery i meteorolog. W 1995 otrzymał Nagrodę Nobla w dziedzinie chemii za pracę nad zmianami ilości ozonu.
Pracował przez wiele lat w amerykańskim Narodowym Centrum Badań Atmosferycznch. Był dyrektorem wydziału chemii atmosfery w Instytucie Maxa Plancka w Moguncji, a od 2006 pracował w Instytucie Oceanografii Scrippsów.
W 1999 był jednym z szefów klimatycznego projektu badawczego Indian Ocean Experiment, prowadzonego na Oceanie Indyjskim.
W 2000 zaproponował, by uznać, że od 200 lat żyjemy w nowej epoce geologicznej: antropocenie. Jako dowód wymienił gwałtowną urbanizację świata, szybkie wyczerpywanie przez człowieka paliw kopalnych gromadzonych przez setki milionów lat, a także zanieczyszczenie środowiska i emisję gazów cieplarnianych.

## Nagrody i odznaczenia
Crutzen, razem z Mario J. Moliną i F. Sherwood Rowlandem zostali odznaczeni Nagrodą Nobla w dziedzinie chemii w 1995 "za badania w dziedzinie chemii atmosfery, w szczególności dotyczące powstawania i rozpadu ozonu". Wśród innych wyróżnień Crutzena są m.in.:
- 1976: Outstanding Publication Award, Environmental Research Laboratories, National Oceanic and Atmospheric Administration[4]
- 1984: Rolex-Discover Scientist of the Year[4]
- 1985: Leó Szilárd Award od American Physical Society[4]
- 1986: członkostwo w American Geophysical Union[4]
- 1989: Nagroda Tylera za osiągnięcia w dziedzinie ochrony środowiska[5]
- 1990: członkostwo w Królewskiej Holenderskiej Akademii Sztuk i Nauk[6]
- 1995: Global Ozone Award za "wybitny wkład w ochronę warstwy ozonowej" od United Nations Environment Programme[4].
- 1999: członkostwo w Russian Academy of Sciences.[7]
- 2006: członkostwo w Royal Society (ForMemRS)[8]
- 2017: członek honorowy Royal Netherlands Chemical Society[9]
- 2019: Lomonosov Gold Medal[10]